# Madeleine Petrovic
Madeleine Petrovic (ur. 25 czerwca 1956 w Wiedniu) – austriacka polityk i samorządowiec, posłanka do Rady Narodowej, w latach 1994–1996 lider Zielonych – Zielonej Alternatywy.

## Życiorys
W 1978 ukończyła studia prawnicze na Uniwersytecie Wiedeńskim, a w 1982 zarządzanie przedsiębiorstwem na Uniwersytecie Ekonomicznym w Wiedniu. Uzyskała dyplomy z języków angielskiego i francuskiego. Pracowała jako asystentka na uczelni, urzędniczka w ministerstwie pracy i tłumaczka.
Zaangażowała się w działalność polityczną w ramach austriackich Zielonych. W latach 1990–2003 sprawowała mandat posłanki do Rady Narodowej. Od 1992 do 1999 przewodniczyła frakcji deputowanych swojej partii. W latach 1994–1996 jako rzecznik federalny Zielonych – Zielonej Alternatywy kierowała federalnymi strukturami ugrupowania. Od 2001 do 2008 była zastępczynią rzecznika federalnego partii, a w latach 2002–2015 przewodniczyła Zielonym w Dolnej Austrii. Od 2003 do 2005 wchodziła w skład Österreich-Konvent, działającej w tym okresie austriackiej konstytuanty. W latach 2003–2018 zasiadała w landtagu tego kraju związkowego.
Odznaczona Wielką Złotą Odznaką Honorową z Gwiazdą za Zasługi dla Republiki Austrii (1999).